# Friedrich August Ukert

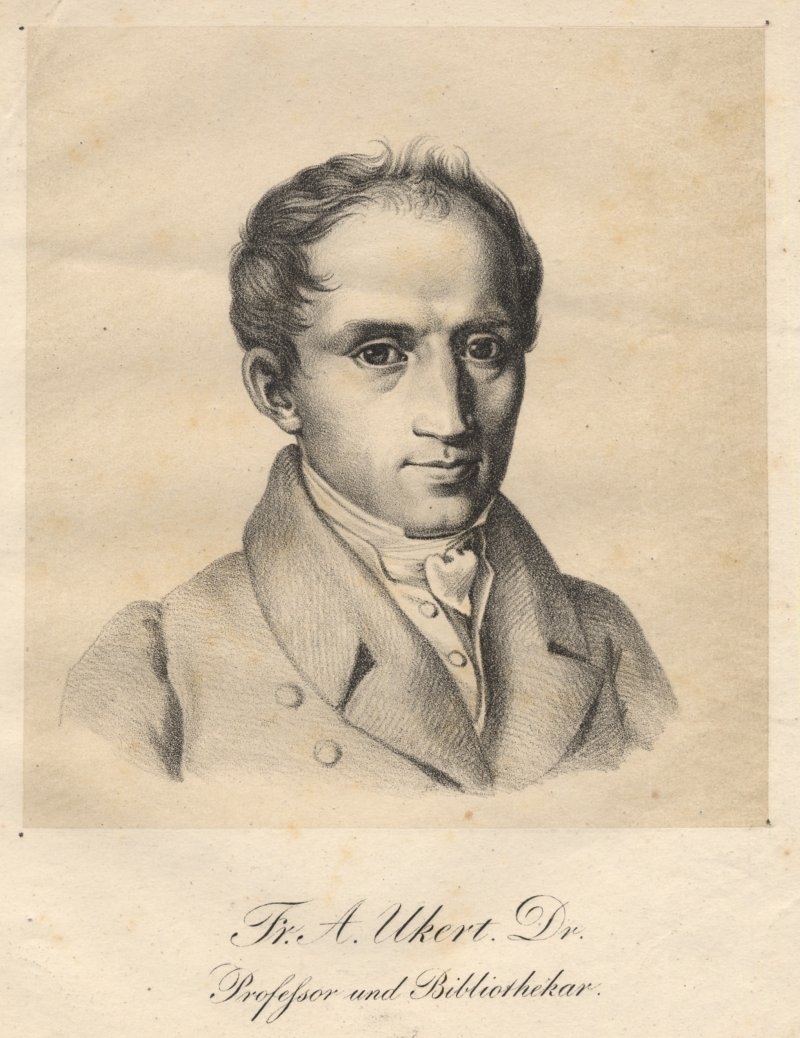
Zeitgenössisches Porträt, Lithographie

Friedrich August Ukert (* 28. Oktober 1780 in Eutin; † 18. Mai 1851 in Gotha) war ein deutscher Philologe, Bibliothekar und Historiker.

## Leben
Friedrich August Ukert besuchte das Großherzogliche Gymnasium in seiner Heimatstadt und studierte ab 1800 in Halle und Jena. Ab 1804 arbeitete er als Hauslehrer, unter anderem in Weimar, wo er 1807 Erzieher der beiden Söhne des zwei Jahre zuvor verstorbenen Friedrich Schillers, Karl Ludwig Friedrich und Ernst Friedrich Wilhelm, wurde. Im Jahr 1808 folgte er einem Ruf nach Gotha, wo er zunächst Inspektor am Gymnasium Illustre war. Ukerts Kollege am Gothaer Gymnasium Illustre, der Historiker Johann Georg August Galletti, verewigte ihn in einer seiner berühmten Kathederblüten: Ich, der Herr Professor Ukert und ich, wir drei machten eine Reise. Danach arbeitete er als Bibliothekar an der Herzoglichen Bibliothek. Neben Übersetzungen historischer und geographischer Werke publizierte er Arbeiten zur Dämonologie und Bibliotheksgeschichte.
Seit 1842 war er auswärtiges Mitglied der Bayerischen Akademie der Wissenschaften.
Seine letzte Ruhestätte fand Friedrich August Ukert auf dem Gothaer Friedhof II, das Grab ist heute jedoch nicht mehr erhalten.

## Familie
Friedrich August Ukerts Sohn August Ukert war Senatspräsident beim Reichsgericht.

## Ehrungen
Seit 1935 trägt der Mondkrater Ukert seinen Namen.

## Werke (Auswahl)
als Autor
- Gemälde von Griechenland. Königsberg 1810. (Digitalisat)
- Ueber die Art der Griechen und Römer die Entfernungen zu bestimmen und über das Stadium. Ein Versuch. Verlag des Landes-Industrie-Comptoirs, Weimar 1813. (Digitalisat)
- Untersuchungen über die Geographie des Hekatäus und Damastes. Verlag des Landes-Industrie-Comptoirs, Weimar 1814. (Digitalisat)
- Bemerkungen über Homer's Geographie. Verlag des Geographischen Instituts, Weimar 1814. (Digitalisat)
- Geographie der Griechen und Römer von den frühesten Zeiten bis auf Ptolemäus. 3 Bände. Verlag des Geographischen Instituts, Weimar 1816–1846. (Digitalisat Band 1,1), (Band 1,2), (Band 2,1), (Band 2,2)
- Vollständiges Handbuch der neuesten Erdbeschreibung, Abteilung 6: Afrika, Band 2: Vollständige und neueste Erdbeschreibung der Südhälfte von Afrika, mit einer Einleitung zur Statistik der Länder (= Band 22 des Gesamtwerkes). Verlag des Geographischen Instituts, Weimar 1826, S. 783–786 (Digitalisat der Bayerischen Staatsbibliothek).
- Beiträge zur ältern Litteratur oder Merkwürdigkeiten der herzöglichen Bibliothek zu Gotha. Verlag Dyk, Leipzig 1835–1838 (3 Bände, zusammen mit Friedrich Jacobs). (Digitalisat Band 1), (Band 2), (Band 3)
- Die Amazonen. Neuaufl. Weiß Verlag, München 1849. (Digitalisat)
- Über Dämonen, Heroen und Genien. Verlag Weidmann, Leipzig 1850. (Digitalisat)

als Herausgeber
- Geschichte der europäischen Staaten (Allgemeine Staatengeschichte). Verlag Perthes, Gotha 1829 ff. (zusammen mit Arnold Heeren).

als Übersetzer
- Anne Louis François Delorme Billet: Denkwürdigkeiten der Stéphanie Louise von Bourbon-Conti. Niemann, Lübeck 1809.
- Francis Beaufort: Karamanien oder Beschreibung der Südküste von Klein-Asien. Verlag des Großhzgl. Sächsischen privaten Landes-Industrie-Comptoirs, Weimar 1821.
- John Macdonald Kinneir: Reise durch Klein-Asien, Armenien und Kurdistan, in den Jahren 1813 und 1814. Verlag des Großhzgl. Sächsischen privaten Landes-Industrie-Comptoirs, Weimar 1821.